# Lista de reservas da biosfera da Ásia e do Pacífico
Esta é a lista de Reservas da Biosfera da Ásia e do Pacífico, reconhecidos pela UNESCO, e o ano da respetiva inscrição. Em junho de 2017 estavam estabelecidas 147 reservas da biosfera em 24 estados asiáticos e do Pacífico:

## Austrália
- Croajingolong 1977
- Kosciuszko 1977
- Rio Prince Regent 1977
- Sem nome, inclui grande parte do Grande Deserto de Victoria 1977
- Uluru (Ayers Rock-Monte Olga) 1977
- Yathong 1977
- Riverland 1977 (O nome original era Parque de Conservação Danggali; foi ampliado e renomeado Bookmark em 1995. Renomeado como Riverland em 2004)
- Rio Fitzgerald 1978 (aumentado e renomeado em 2017)
- Hattah-Kulkyne e Murray-Kulkyne 1981
- Promontório de Wilson 1981
- Península de Mornington e Western Port 2002
- Barkindji 2005
- Noosa 2007
- Great Sandy 2009

## Cazaquistão
- Korgalzhyn 2012
- Alakol 2013
- Ak-Zhayik 2014
- Aksu-Zhabagly 2015
- Barsakelmes 2016
- Reserva da Biosfera Transfronteiriça Grande Altay (Cazaquistão/Federação Russa) 2017 (anteriormente Katon-Karagay)
- Altyn Emel 2017
- Karatau 2017

## Camboja
- Tonle Sap 1997

## China
- Changbaishan 1979
- Dinghushan 1979
- Wolong 1979
- Fanjingshan 1986
- Xilin Gol 1987
- Wuyishan 1987
- Bogeda 1990
- Shennongjia 1990
- Yancheng 1992
- Xishuangbanna 1993
- Maolan 1996
- Tianmushan 1996
- Fenglin 1997
- Vale Jiuzhaigou 1997
- Ilhas Nanji 1998
- Mangal Shankou 2000
- Baishuijiang 2000
- Montanha Gaoligong 2000
- Huanglong 2000
- Baotianman 2001
- Saihan Wula  2001
- Lago Dalai 2002
- Wudalianchi 2003
- Yading 2003
- Foping 2004
- Qomolangma 2004
- Chebaling 2007
- Lago Xingkai 2007
- Montanha Mao'er 2011
- Jinggangshan 2012
- Niubeiliang 2012
- Ilha Snake Montanha Laotie 2013
- Hanma 2015

## Coreia do Norte
- Monte Paekdu 1989
- Monte Kuwol 2004
- Monte Myohyang 2009
- Monte Chilbo 2014

## Coreia do Sul
- Monte Sorak 1982 (ampliado em 2016)
- Ilha Jeju 2002
- Shinan Dadohae 2009 (ampliado em 2016)
- Floresta Gwangneung 2010
- Gochang 2013

## Estados Federados da Micronésia
- Utwe 2005
- Atol And 2007

## Filipinas
- Puerto Galera 1977
- Palawan 1990
- Albay 2016

## Índia
- Nilgiri 2000
- Golfo de Mannar 2001
- Sunderban 2001
- Nanda Devi 2004
- Nokrek 2009
- Pachmarhi 2009
- Similipal 2009
- Achanakmar-Amarkantak 2012
- Grande Nicobar 2013
- Agasthyamala 2016

## Indonésia
- Cibodas 1977
- Komodo 1977
- Lore Lindu 1977
- Tanjung Puting 1977
- Gunung Leuser 1981
- Siberut 1981
- Giam Siak Kecil - Bukit Batu 2009
- Wakatobi 2012
- Bromo Tengger Semeru-Arjuno 2015
- Taka Bonerate-Kepulauan Selayar 2015
- Belambangan 2016

## Irão
- Arasbarão 1976
- Arjan 1976
- Geno 1976
- Golestão 1976
- Hara 1976
- Kavir 1976
- Lago Oromeeh 1976
- Península de Miankaleh 1976
- Touran 1976
- Dena 2010
- Tang-e-Sayad e Sabzkuh 2015
- Hamoun 2016

## Japão
- Monte Hakusan 1980 (ampliado em 2010)
- Monte Odaigahara, Monte Omine e Osugidani 1980 (anteriormente Monte Odaigahara & Monte Omine, ampliado e renomeado em 2016)
- Shiga Highland 1980 (ampliado em 2014)
- Yakushima e Kuchinoerabu Jima 1980 (anteriormente Ilha Yakushima, ampliado e renomeado em 2016)
- Aya 2012
- Minami-Alps 2014
- Tadami 2014
- Minakami 2017
- Sobo, Katamuki e Okue 2017

## Malásia
- Tasik Chini 2009
- Banjaran Crocker 2014

## Maldivas
- Atol Baa 2011

## Myanmar
- Lago Inlay 2015
- Indawgyi 2017

## Mongólia
- Grande Gobi 1990
- Bogd Khan Uul 1996
- Bacia de Uvs Nuur 1997
- Hustai Nuruu 2002
- Dornod Mongol 2005
- Mongol Daguur 2007

## Palau
- Ngaremeduu 2005

## Paquistão
- Lal Suhanra 1977
- Floresta Ziarat Juniper 2013

## Quirguistão
- Sary-Chelek 1978
- Issyk-Kul 2001

## Sri Lanka
- Hurulu 1977
- Sinharaja 1978
- Kanneliya-Dediyagala-Nakiyadeniya 2004
- Bundala 2005

## Tailândia
- Sakaerat 1976
- Hauy Tak Teak 1977
- Mae Sa-Kog Ma 1977
- Ranong 1997

## Turquemenistão
- Repetek 1978

## Uzbequistão
- Monte Chatkal 1978

## Vietname
- Manguezal de Can Gio 2001
- Dong Nai 2001 (anteriormente Cat Tien, ampliado em 2011)
- Cat Ba 2004
- Delta do Rio Vermelho 2004
- Kien Giang 2006
- Nghe An Ocidental 2007
- Mui Ca Mau 2009
- Cu Lao Cham - Hoi An 2009
- Langbiang 2015